# Campania vasútállomásainak listája

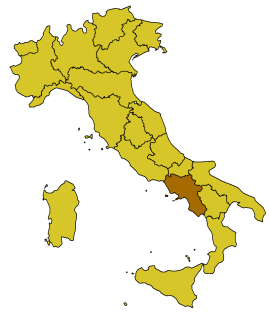
Campania elhelyezkedése Olaszországban

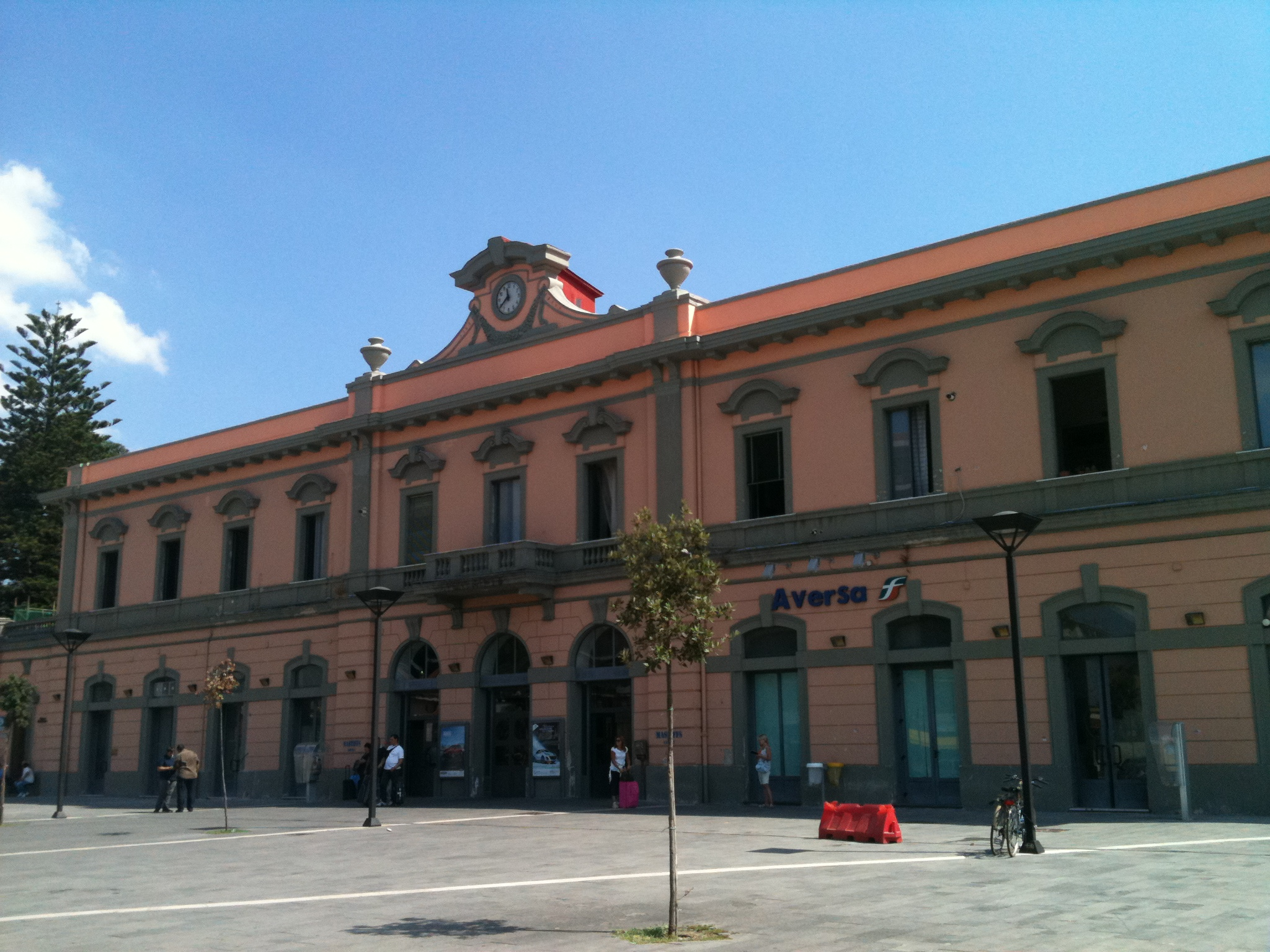
Stazione di Aversa

Ez a lista az olasz Campania régió vasútállomásait sorolja fel ábécé sorrendben.

## A lista
| Állomás neve                                 | Cím                             | Közigazgatási egység      | Megye | Üzemeltető      | Kategória |
| -------------------------------------------- | ------------------------------- | ------------------------- | ----- | --------------- | --------- |
| Stazione di Acerra                           | Piazza Russo-Spena              | Acerra                    | NA    | RFI             | ezüst     |
| Stazione di Acquamela                        | Via Cimitero                    | Baronissi                 | SA    | RFI             | bronz     |
| Stazione di Agropoli-Castellabate            | Via FerroVia, 1                 | Agropoli                  | SA    | RFI             | ezüst     |
| Stazione di Albanova                         | Via FerroVia                    | San Cipriano d’Aversa     | CE    | RFI             | bronz     |
| Stazione di Altavilla Irpina                 | Via Stazione                    | Altavilla Irpina          | AV    | RFI             | bronz     |
| Stazione di Amorosi-Melizzano                | Via Stazione                    | Amorosi                   | BN    | RFI             | bronz     |
| Stazione di Angri                            | Corso Vittorio Emanuele         | Angri                     | SA    | RFI             | ezüst     |
| Stazione di Arbostella                       |                                 | Salerno                   | SA    | RFI             | ezüst     |
| Stazione di Arechi                           |                                 | Salerno                   | SA    | RFI             | ezüst     |
| Stazione di Ariano Irpino                    | Via Cerreto                     | Ariano Irpino             | AV    | RFI             | bronz     |
| Stazione di Ascea                            | Piazzale Stazione               | Ascea                     | SA    | RFI             | ezüst     |
| Stazione di Avellino                         | Via F.Tedesco 646               | Avellino                  | AV    | RFI             | ezüst     |
| Stazione di Aversa                           | Piazza Mazzini                  | Aversa                    | CE    | RFI             | arany     |
| Stazione di Bagnoli-Agnano Terme             | Via Sibilla                     | Nápoly                    | NA    | RFI             | ezüst     |
| Stazione di Baronissi                        | Via FerroVia                    | Baronissi                 | SA    | RFI             | ezüst     |
| Stazione di Battipaglia                      | Piazza Farina 1                 | Battipaglia               | SA    | RFI             | ezüst     |
| Stazione di Benevento                        | Piazza Colonna 4                | Benevento                 | BN    | Centostazioni   | arany     |
| Stazione di Benevento Arco Traiano           | Via Tiengo                      | Benevento                 | BN    | RFI             | bronz     |
| Stazione di Benevento Porta Rufina           | Via dei Mulini                  | Benevento                 | BN    | RFI             | bronz     |
| Stazione di Buccino-San Gregorio Magno       | Contrada Mesarico               | Buccino                   | SA    | RFI             | bronz     |
| Stazione di Campagna-Serre-Persano           | Via Persano                     | Campagna                  | SA    | RFI             | bronz     |
| Stazione di Cancello                         | Viale FerroVia                  | San Felice a Cancello     | CE    | RFI             | ezüst     |
| Stazione di Cancello Arnone                  | Piazza FerroVia                 | Cancello ed Arnone        | CE    | RFI             | bronz     |
| Stazione di Capaccio-Roccadaspide            | Via Stazione                    | Capaccio                  | SA    | RFI             | ezüst     |
| Stazione di Capua                            | Viale FerroVia                  | Capua                     | CE    | RFI             | ezüst     |
| Stazione di Casalnuovo                       | Via Roma 251                    | Casalnuovo di Napoli      | NA    | RFI             | ezüst     |
| Stazione di Caserta                          | Piazza Garibaldi                | Caserta                   | CE    | Centostazioni   | arany     |
| Stazione di Casoria-Afragola                 | Piazza Dante                    | Casoria                   | NA    | RFI             | ezüst     |
| Stazione di Castel San Giorgio-Roccapiemonte | Via L. Guerrasio                | Castel San Giorgio        | SA    | RFI             | bronz     |
| Stazione di Castellammare di Stabia          | Piazza Matteotti                | Castellammare di Stabia   | NA    | RFI             | ezüst     |
| Stazione di Cava dei Tirreni                 | Piazza De Marinis               | Cava de’ Tirreni          | SA    | RFI             | ezüst     |
| Stazione di Cavalleggeri Aosta               | Via Cavalleggeri D'Aosta        | Nápoly                    | NA    | RFI             | ezüst     |
| Stazione di Celle Bulgheria-Roccagloriosa    | Via Stazione                    | Celle di Bulgheria        | SA    | RFI             | bronz     |
| Stazione di Centola                          | Scalo di Centola                | Centola                   | SA    | RFI             | bronz     |
| Stazione di Chianche-Ceppaloni               | Via Stazione                    | Chianche                  | BN    | RFI             | bronz     |
| Stazione di Codola                           | Via G. Petti                    | Castel San Giorgio        | SA    | RFI             | bronz     |
| Stazione di Contursi Terme                   | Via Scalo FerroViario           | Contursi Terme            | SA    | RFI             | bronz     |
| Stazione di Duomo-Via Vernieri               | Via Vernieri                    | Salerno                   | SA    | RFI             | ezüst     |
| Stazione di Eboli                            | Via E. Perito                   | Eboli                     | SA    | RFI             | ezüst     |
| Stazione di Falciano-Mondragone-Carinola     | Viale della Stazione            | Falciano del Massico      | CE    | RFI             | ezüst     |
| Stazione di Fisciano                         | Via del Progresso - loc.Lancusi | Fisciano                  | SA    | RFI             | bronz     |
| Stazione di Frasso-Dugenta                   | Via Stazione                    | Dugenta                   | BN    | RFI             | bronz     |
| Stazione di Frattamaggiore-Grumo Nevano      | Piazza Crispino                 | Frattamaggiore            | NA    | RFI             | ezüst     |
| Stazione di Fratte                           | Via dei Greci                   | Salerno                   | SA    | RFI             | bronz     |
| Stazione di Fratte Villa Comunale            | Via Nicola Buonservizi          | Salerno                   | SA    | RFI             | bronz     |
| Stazione di Giugliano-Qualiano               | Via S.Francesco a Patria        | Giugliano in Campania     | NA    | RFI             | ezüst     |
| Stazione di Gricignano-Teverola              | Piazza della Stazione           | Gricignano di Aversa      | CE    | RFI             | bronz     |
| Stazione di Lanzara-Fimiani                  | Via G. Petagna                  | Castel San Giorgio        | SA    | RFI             | bronz     |
| Stazione di Maddaloni Inferiore              | Via La Rosa                     | Maddaloni                 | CE    | RFI             | ezüst     |
| Stazione di Marcianise                       | Piazza Foglia                   | Marcianise                | CE    | RFI             | ezüst     |
| Stazione di Mercatello                       |                                 | Salerno                   | SA    | RFI             | ezüst     |
| Stazione di Mercato San Severino             | S.S. Piazza Martinez Y Cabrera  | Mercato San Severino      | SA    | RFI             | ezüst     |
| Stazione di Mignano Monte Lungo              | Piazza Diaz                     | Mignano Monte Lungo       | CE    | RFI             | ezüst     |
| Stazione di Montaguto-Panni                  | Via stazione                    | Avellino                  | AV    | RFI             | bronz     |
| Stazione di Montecalvo-Buonalbergo-Casalbore | c.da Olivara                    | Montecalvo Irpino         | AV    | RFI             | bronz     |
| Stazione di Montecorvino                     | Via Trieste 93                  | Montecorvino Pugliano     | SA    | RFI             | bronz     |
| Stazione di Montoro-Forino                   | Viale FerroVia                  | Montoro Inferiore         | AV    | RFI             | bronz     |
| Stazione di Napoli Campi Flegrei             | Piazzale Tecchio                | Nápoly                    | NA    | Centostazioni   | arany     |
| Stazione di Napoli Centrale                  | Piazza Garibaldi                | Nápoly                    | NA    | Grandi Stazioni | platinum  |
| Stazione di Napoli Piazza Garibaldi          | Piazza Garibaldi                | Nápoly                    | NA    | Grandi Stazioni | platinum  |
| Stazione di Napoli Gianturco                 | Via Brin                        | Nápoly                    | NA    | RFI             | ezüst     |
| Stazione di Napoli Mergellina                | corso Vittorio Emanuele 3       | Nápoly                    | NA    | Centostazioni   | arany     |
| Stazione di Napoli Montesanto                | piazz.ta Olivella               | Nápoly                    | NA    | RFI             | ezüst     |
| Stazione di Napoli Piazza Amedeo             | Piazza Amedeo                   | Nápoly                    | NA    | RFI             | ezüst     |
| Stazione di Napoli Piazza Cavour             | Piazza Cavour                   | Nápoly                    | NA    | RFI             | ezüst     |
| Stazione di Napoli Piazza Leopardi           | Via Giulio Cesare               | Nápoly                    | NA    | RFI             | ezüst     |
| Stazione di Napoli San Giovanni-Barra        | Piazza S. Giovanni Battista     | Nápoly                    | NA    | RFI             | ezüst     |
| Stazione di Nocera Inferiore                 | Piazza Trieste e Trento         | Nocera Inferiore          | SA    | RFI             | ezüst     |
| Stazione di Nocera Inferiore Mercato         | Via Orlando                     | Nocera Inferiore          | SA    | RFI             | bronz     |
| Stazione di Nocera Superiore                 | Piazza F. Lauro                 | Nocera Superiore          | SA    | RFI             | ezüst     |
| Stazione di Nola                             | Piazza Principe Umberto 11      | Nola                      | NA    | RFI             | ezüst     |
| Stazione di Omignano-Salento                 | Piazza FerroVia                 | Omignano                  | SA    | RFI             | bronz     |
| Stazione di Paestum                          | Via Stazione 3                  | Capaccio                  | SA    | RFI             | ezüst     |
| Stazione di Pagani                           | Via Calciello                   | Pagani                    | SA    | RFI             | bronz     |
| Stazione di Palma-San Gennaro                | corso Trieste                   | San Gennaro Vesuviano     | NA    | RFI             | bronz     |
| Stazione di Pastena                          |                                 | Salerno                   | SA    | RFI             | ezüst     |
| Stazione di Pellezzano                       | Via FerroVia - loc. Coperchia   | Pellezzano                | SA    | RFI             | bronz     |
| Stazione di Pietrarsa-San Giorgio a Cremano  | Via Pietrarsa                   | Nápoly                    | NA    | RFI             | bronz     |
| Stazione di Pignataro Maggiore               | S.S. Casilina                   | Pignataro Maggiore        | CE    | RFI             | bronz     |
| Stazione di Pisciotta-Palinuro               | Via Stazione Nuova              | Pisciotta                 | SA    | RFI             | ezüst     |
| Stazione di Policastro Bussentino            | Via FerroVia                    | Santa Marina              | SA    | RFI             | bronz     |
| Stazione di Pompei                           | Piazza XXVIII Marzo             | Pompei                    | NA    | RFI             | ezüst     |
| Stazione di Ponte-Casalduni                  | Via Stazione                    | Ponte                     | BN    | RFI             | bronz     |
| Stazione di Pontecagnano                     | Via Torino 38                   | Pontecagnano Faiano       | SA    | RFI             | ezüst     |
| Stazione di Portici-Ercolano                 | Piazza S. Pasquale              | Portici                   | NA    | RFI             | ezüst     |
| Stazione di Pozzuoli Solfatara               | Via V. Oriani 5                 | Pozzuoli                  | NA    | RFI             | ezüst     |
| Stazione di Prata-Pratola                    | Via Stazione                    | Prata di Principato Ultra | AV    | RFI             | bronz     |
| Stazione di Quarto di Marano                 | Via Campana                     | Quarto                    | NA    | RFI             | bronz     |
| Stazione di Recale                           | Via Gatola                      | Recale                    | CE    | RFI             | ezüst     |
| Stazione di Riardo-Pietramelara              | Contrada Lago                   | Riardo                    | CE    | RFI             | bronz     |
| Stazione di Romagnano-Vietri-Salvitelle      | Contrada S. Maria               | Romagnano al Monte        | SA    | RFI             | bronz     |
| Stazione di Rovigliano                       | Via Schito                      | Torre Annunziata          | NA    | RFI             | bronz     |
| Stazione di Sant'Antimo-Sant'Arpino          | Via G. Marconi Piazzale FS      | Sant'Antimo               | NA    | RFI             | ezüst     |
| Stazione di San Lorenzo Maggiore             | C.da Piana                      | Ponte                     | BN    | RFI             | bronz     |
| Stazione di San Marcellino-Frignano          | Viale FerroVia 11               | San Marcellino            | CE    | RFI             | bronz     |
| Stazione di Santa Maria Capua Vetere         | Piazza S. D'acquisto            | Santa Maria Capua Vetere  | CE    | RFI             | ezüst     |
| Stazione di Santa Maria la Bruna             | Viale Europa 21                 | Torre del Greco           | NA    | RFI             | bronz     |
| Stazione di San Michele di Serino            | Via Stazione                    | San Michele di Serino     | AV    | RFI             | bronz     |
| Stazione di Salerno                          | Piazza Vittorio Veneto          | Salerno                   | SA    | Centostazioni   | arany     |
| Stazione di Salerno Irno                     | Via Irno                        | Salerno                   | SA    | RFI             | ezüst     |
| Stazione di Sapri                            | Piazza V. Veneto                | Sapri                     | SA    | RFI             | ezüst     |
| Stazione di Sarno                            | c.so V. Emanuele                | Sarno                     | SA    | RFI             | ezüst     |
| Stazione di Savignano Greci                  | Via Stazione                    | Savignano Irpino          | AV    | RFI             | bronz     |
| Stazione di Scafati                          | Via Oberdan                     | Scafati                   | SA    | RFI             | ezüst     |
| Stazione di Serino                           | Via Stazione                    | Serino                    | AV    | RFI             | bronz     |
| Stazione di Sessa Aurunca-Roccamonfina       | Via Quintola                    | Sessa Aurunca             | CE    | RFI             | ezüst     |
| Stazione di Sicignano degli Alburni          | Sicignano Scalo                 | Sicignano degli Alburni   | SA    | RFI             | bronz     |
| Stazione di Solofra                          | Via Maffei                      | Solofra                   | AV    | RFI             | bronz     |
| Stazione di Solopaca                         | Via Stazione                    | Solopaca                  | BN    | RFI             | bronz     |
| Stazione di Sparanise                        | Piazza Gramsci                  | Sparanise                 | CE    | RFI             | ezüst     |
| Stazione di Teano                            | Viale FerroVia                  | Teano                     | CE    | RFI             | ezüst     |
| Stazione di Telese-Cerreto                   | Piazza FerroVia 1               | Telese Terme              | BN    | RFI             | ezüst     |
| Stazione di Tora-Presenzano                  | Strada Starza                   | Presenzano                | CE    | RFI             | bronz     |
| Stazione di Torre Annunziata Centrale        | Piazza Risorgimento             | Torre Annunziata          | NA    | RFI             | ezüst     |
| Stazione di Torre Annunziata Città           | Piazza Nicotera                 | Torre Annunziata          | NA    | RFI             | bronz     |
| Stazione di Torre del Greco                  | Via FerroVia 1                  | Torre del Greco           | NA    | RFI             | ezüst     |
| Stazione di Torre Orsaia                     | Via Stazione                    | Torre Orsaia              | SA    | RFI             | bronz     |
| Stazione di Torrione                         |                                 | Salerno                   | SA    | RFI             | ezüst     |
| Stazione di Tufo                             | Via Stazione                    | Tufo                      | AV    | RFI             | bronz     |
| Stazione di Vairano-Caianello                | Via Stazione 15                 | Vairano Patenora          | CE    | RFI             | ezüst     |
| Stazione di Valle di Maddaloni               | Via Stazione                    | Valle di Maddaloni        | CE    | RFI             | bronz     |
| Stazione di Valle di Mercato San Severino    | Via FerroVia                    | Mercato San Severino      | SA    | RFI             | bronz     |
| Stazione di Vallo della Lucania-Castelnuovo  | Piazza Marco Polo               | Vallo della Lucania       | SA    | RFI             | ezüst     |
| Stazione di Vietri sul Mare-Amalfi           | Via De Marinis                  | Vietri sul Mare           | SA    | RFI             | ezüst     |
| Stazione di Villa Literno                    | Piazza De Gasperi               | Villa Literno             | CE    | RFI             | ezüst     |